# Kulturkvarteret Pedagogien
Kulturkvarteret Pedagogien är sammanlänkade byggnader i Hjo med gemensam ingång från Samrealparken, som inrymmer bibliotek, utställningslokaler och lokaler för turistinformation.
Biblioteket inryms i bibliotekshuset, med tidigare hade ingång på Floragatan 3.
I utställningsdelen i det tidigare skolhuset "Pedagogien" finns permanenta utställningar om Hjos lokala historia, som tidigare funnits i Hjo Hembygdsförenings museum i Villa Svea. samt lokaler för tillfälliga utställningar.
Medborgarhuset Park från 1958, som inrymmer samlingslokalen "Lilla Park" och teater- och biografsalongen "Park", är också en del av Kulturkvarteret Pedagogien. Byggnaderna renoverades och kompletteradess 2015–2017. Biografsalongen används för filmvisning, konserter, konferenser och teaterföreställningar.
Vid Kulturkvarterets entré finns på ytterväggen emaljmålningen Hjo-Hjo av Lars-Erik Ström från 1974. Den flyttades till nuvarande plats 2014, i samband med renoveringen av och nybyggnaden i Kulturkvarteret.

## Bildgalleri

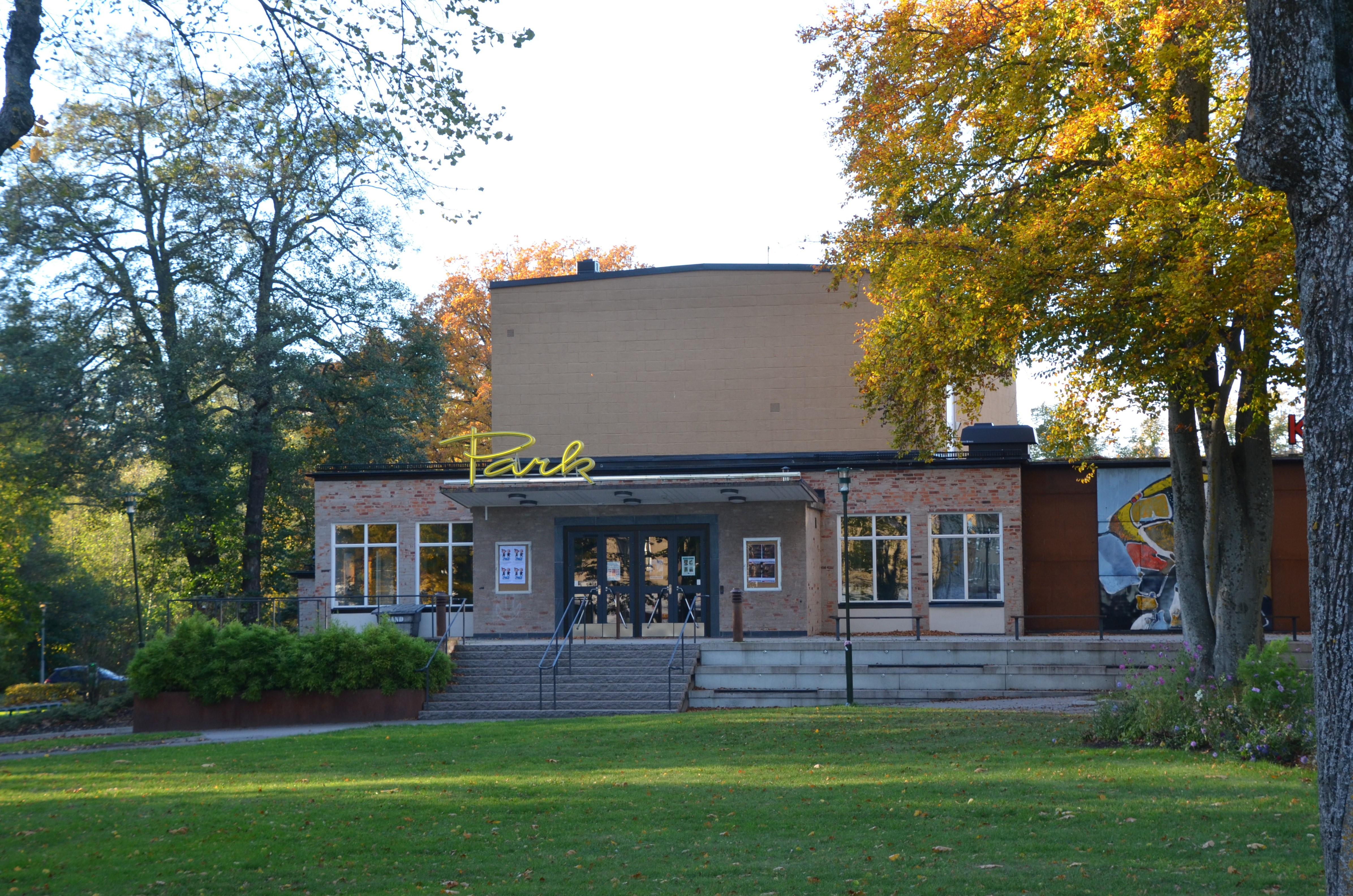
Medborgarhuset Park
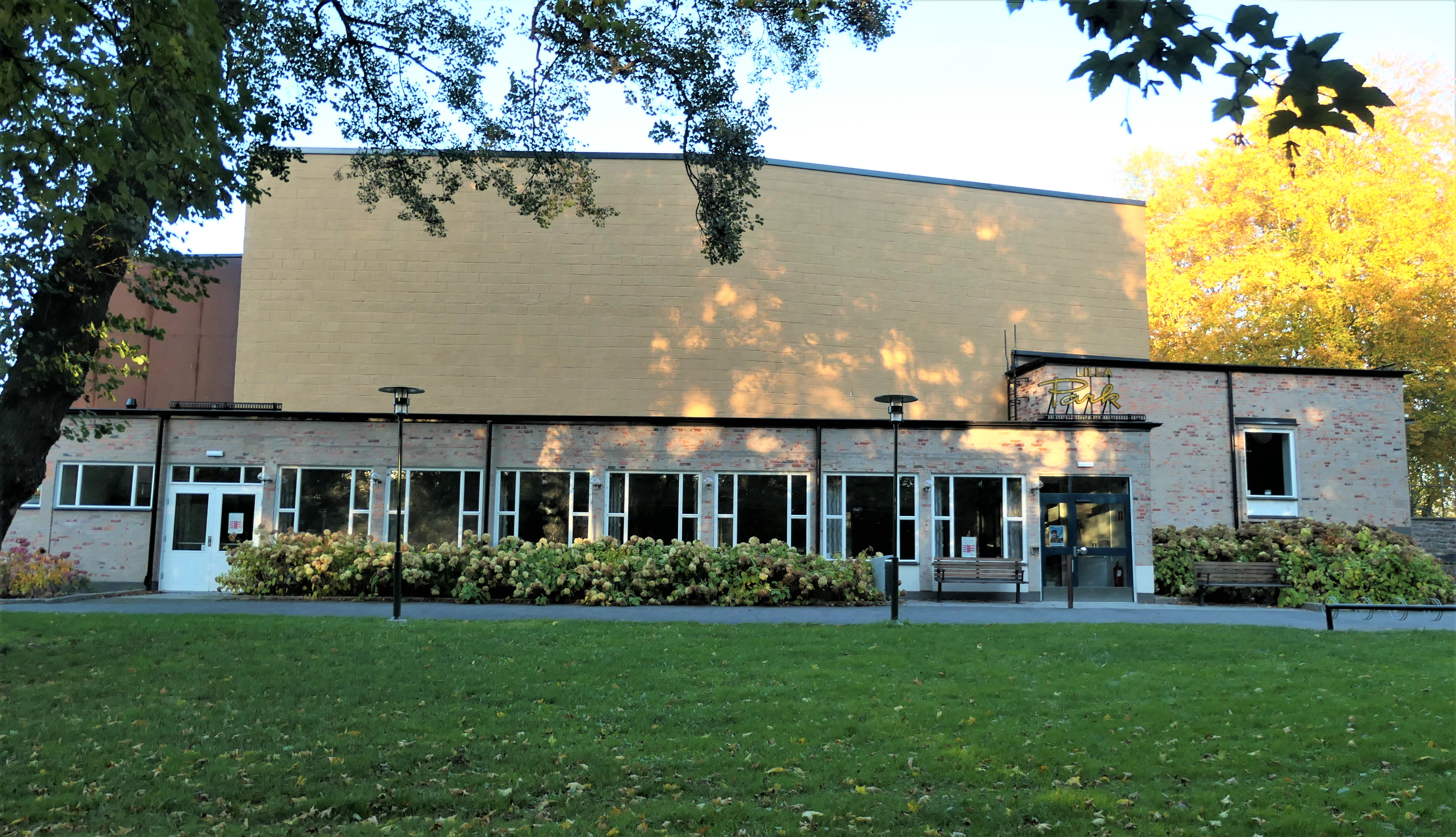
Lilla Park
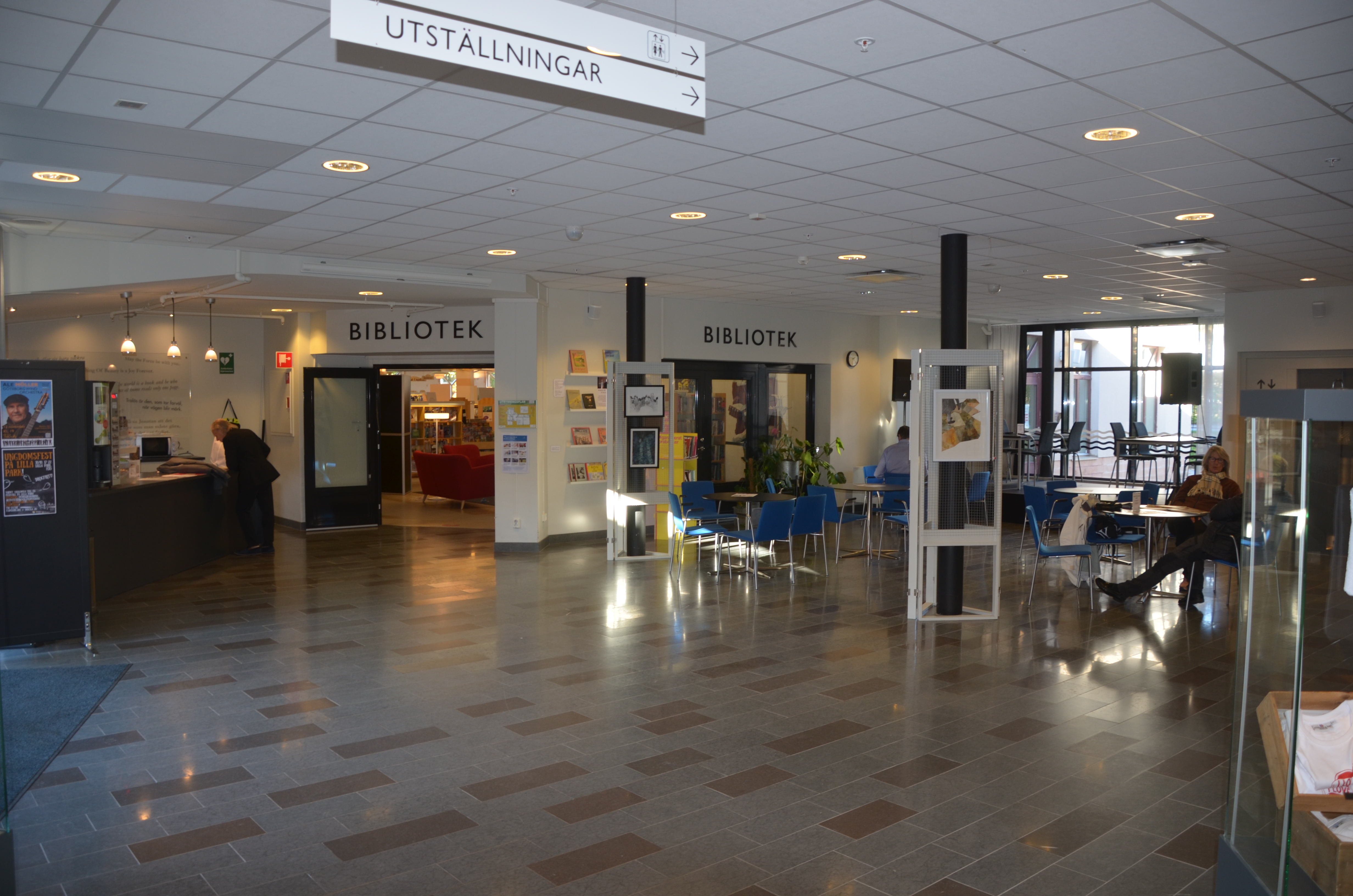
Foajen
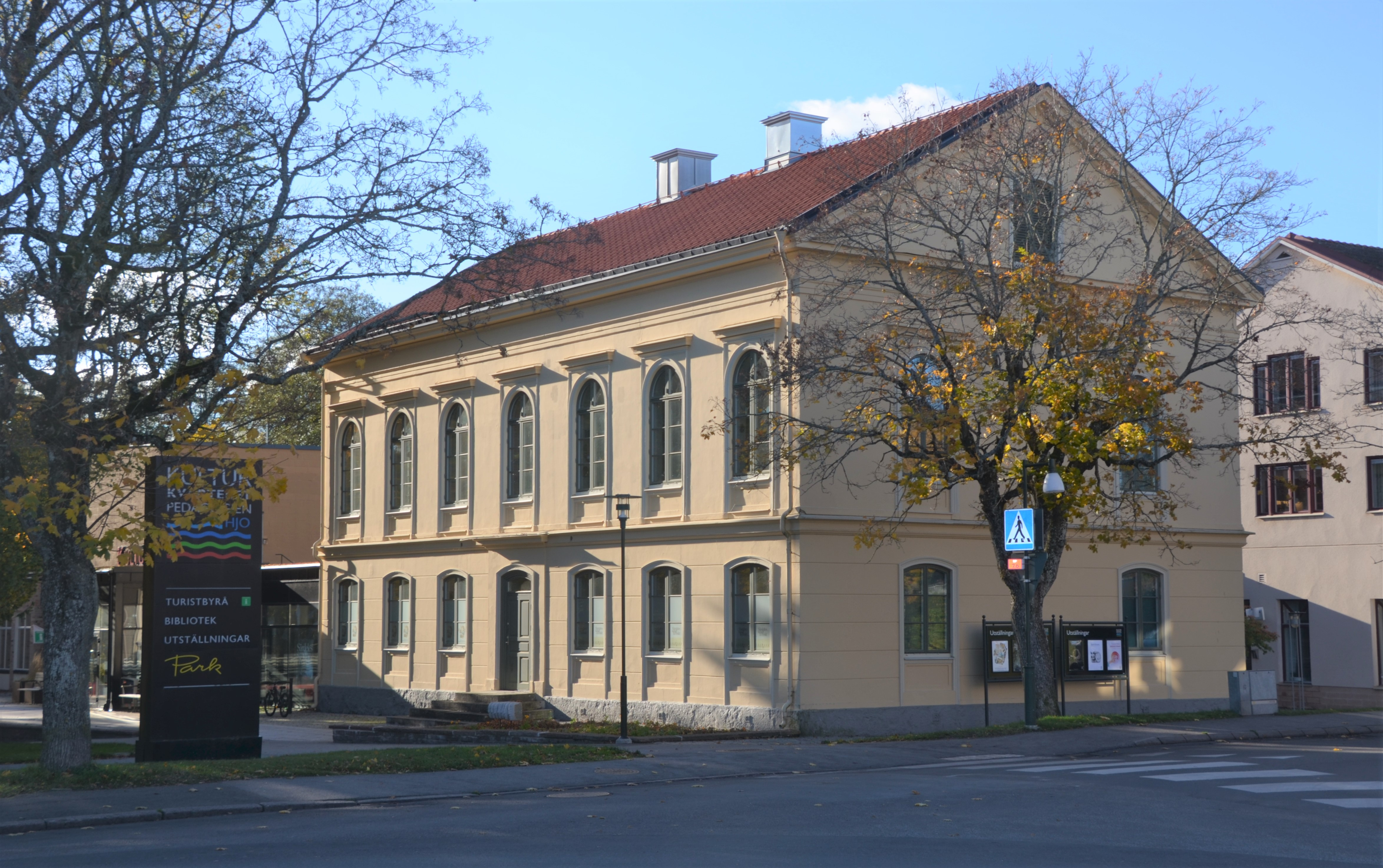
"Pedagogien", tidigare Kommunala samrealskolan
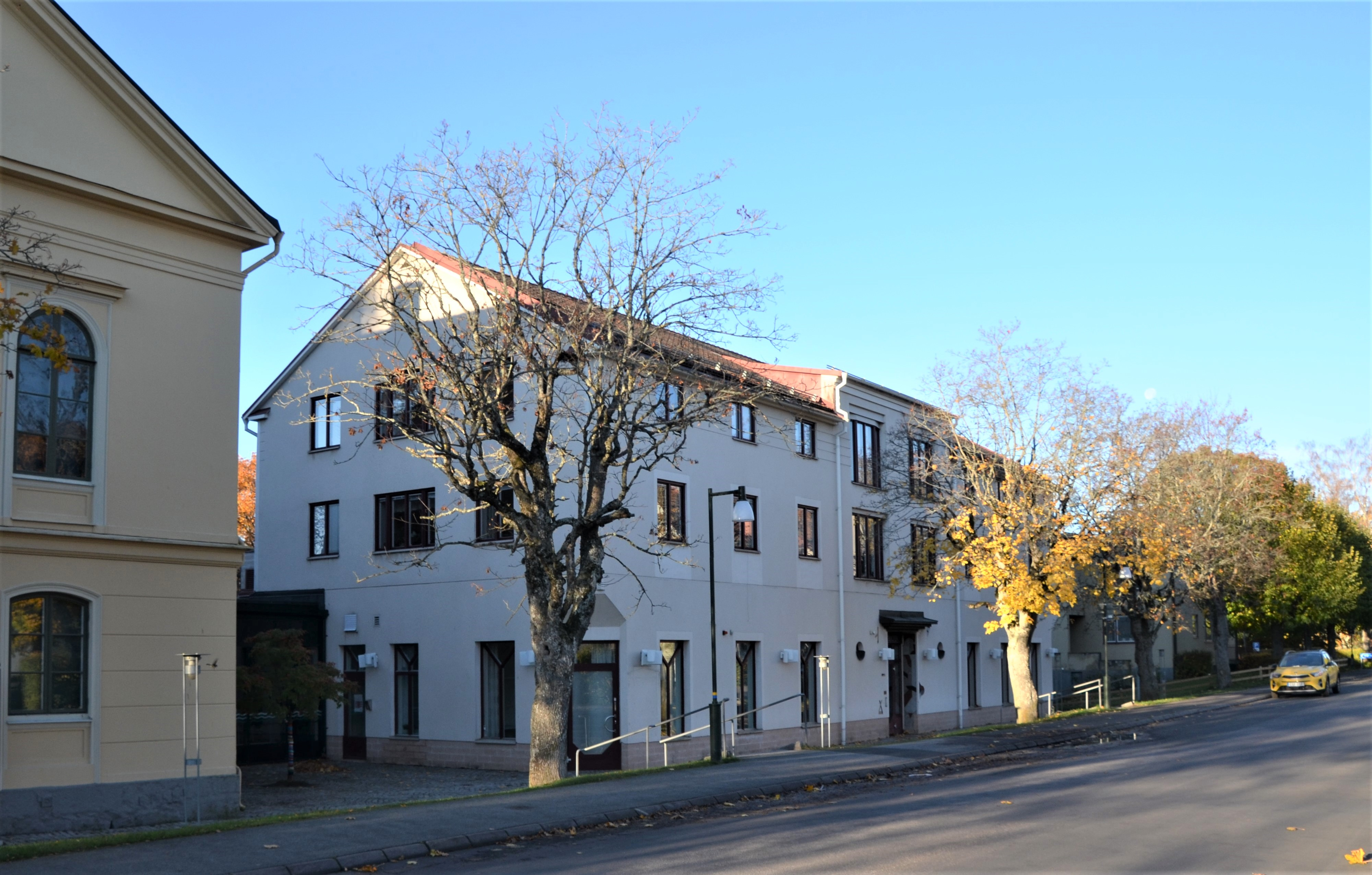
Biblioteksbyggnaden
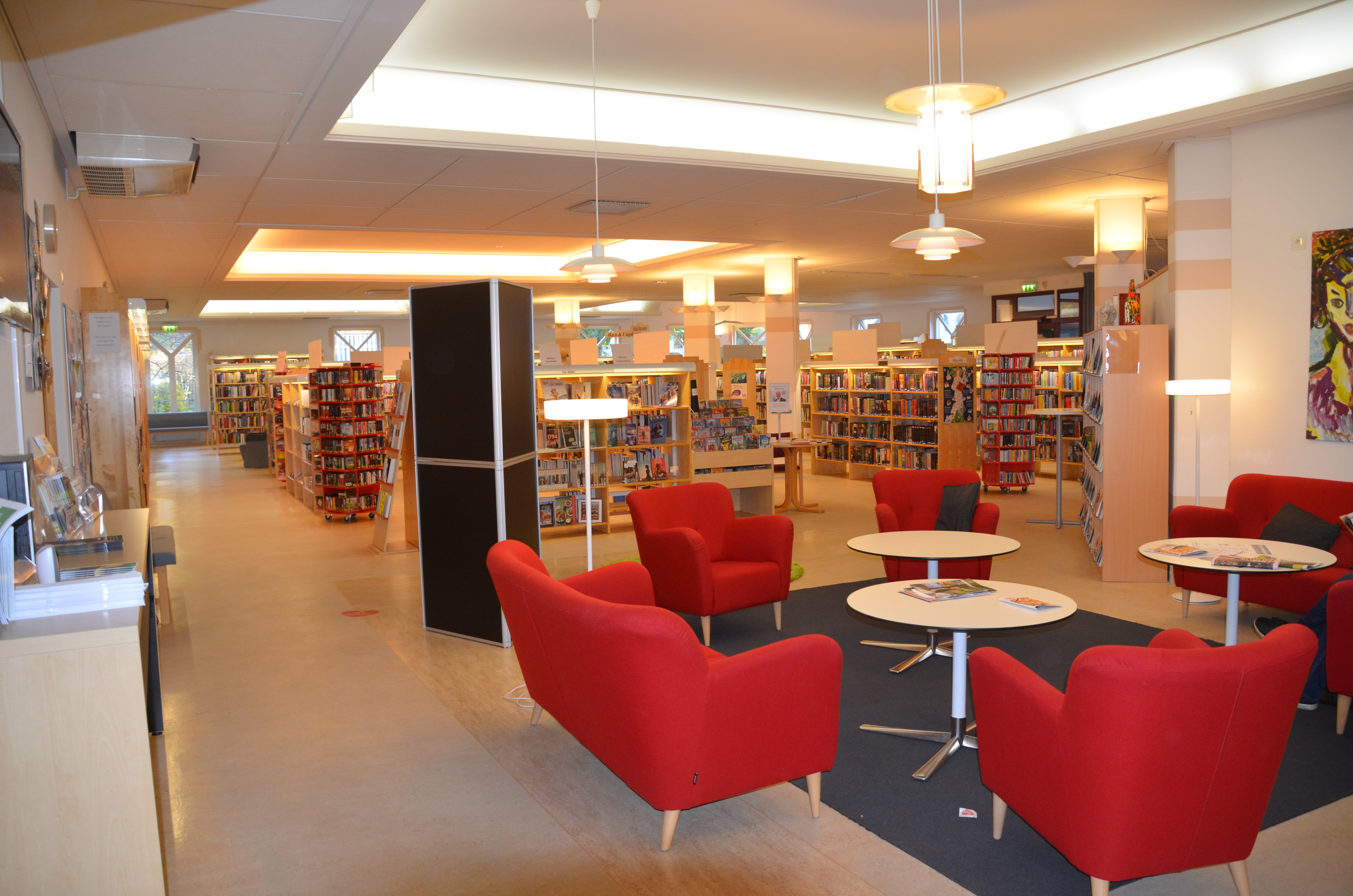
Hjo stadsbibliotek, interiör